# Vatnsdalsfjall
Der vulkanische Berg Vatnsdalsfjall befindet sich im Nordwesten von Island.

## Name
Der Name bedeutet zu Deutsch Seetalberg. Das erklärt sich aus dem See, der im Westen des Berges im Tal Vatnsdalur liegt.

## Geologie
Island ist durchzogen von einer aktiven Riftzone, die auf den Effekt der Kontinentaldrift am Mittelatlantischen Rücken zurückzuführen ist. Diese Riftzone lag nicht immer an derselben Stelle, sondern hat sich in bestimmten Abständen über dem Hot Spot unter Island verschoben.
Der Berg Vatnsdalsfjall befindet sich auf dem Gebiet einer ehemaligen Riftzone, die vor ca. 7 Millionen Jahren aktiv war.
Was die Gesteine des Vatnsdalfsjall angeht, so befindet sich in ihm u. a. Hjallin, eine Flutbasalteinheit, die zunächst als Intrusion definiert worden war. Diese Basalte nehmen teilweise die Form von Lavasäulen an. Außerdem findet man im Berg auch Rhyolith und Sandstein.

## Erdrutsche
Der Berg ist stark erodiert und bekannt für seine großen Erdrutsche, deren bekannteste Spuren die westlich an seinem Fuß gelagerte Hügelgruppe der Vatnsdalshólar ist. Zu Zeiten der Eiszeit haben Talgletscher Rinnen in ihn gefräst und dadurch das Phänomen vermutlich ausgelöst. Starke Regenfälle tun ihr Übriges.
Die verheerendsten Erdrutsche ereigneten sich in den Jahren 1545 und 1720. Dem ersten davon fiel der Bauernhof Skiðastaðir í Vatnsdal und mit ihm 14 Personen zum Opfer. Der Hof wurde nie wieder aufgebaut. Weitere große Erdrutsche, die Höfe zerstörten, ereigneten sich vermutlich 1390 (weniger gut belegt) und 1811.

## Wandern am Vatnsdalsfjall
Man kann z. B. von der Ostseite am Ufer des kleinen Flusses Giljá entlang und von da auf den Berg wandern.